# Аристо Хиоски
Аристо Хиоски (грч. Ἀρίστων ὁ Χῖος; активан око 260. п. н. е.), који се такође пише Аристон, био је грчки стоички филозоф и колега Зенона из Китијума.
Он је осмислио систем стоичке филозофије који је на много начина био ближи ранијој киничкој филозофији. Одбацио је логичку и физичку страну филозофије коју је подржавао Зенон и истицао је етику. Иако се сложио са Зеноном да је врлина врховно добро, он је одбацио идеју да се морално равнодушне ствари као што су здравље и богатство могу рангирати према томе да ли им се природно даје предност. Иако је био важан филозоф свог времена, Зенонови ученици и наследници су на крају довели до тога да су његови ставови постали маргинални.

## Биографија
Аристо, Милтијадов син, рођен је на острву Хиос негде око 300. године пре нове ере. Дошао је у Атину где је похађао предавања Зенона из Китијума, а једно време и предавања Полемона (челника Академије од 314. до 269. године).
Иако је био члан Зеноновог круга, убрзо је одступио од Зеноновог учења, у великој мери одбацивши два неетичка дела стоичке филозофије – физика и логика – који су били веома блиски Зенону.
Био је човек високе елоквенције. Аристо је био толико добар говорник да су га звали Сирена. Звали су га и Phalanthus, због ћелавости. Основао је сопствену школу у Гимназији Киносаргес (место повезано са киничком филозофијом) и привукао је много ученика. Његови следбеници су себе називали аристонима.
Аристо је учествовао у много дебата са Аркесилајем, вођом Академије, бранећи стоичку епистемологију од Аркесилајевих скептичних ставова.
У старости је наводно одступио од стоичког идеала и препустио се задовољству.
Не зна се када је умро, али се претпоставља да је умро од сунчанице због ћелавости.
Зенон је поделио филозофију на три дела: логику (што је односило на широк опсег тема укључујући реторику, граматику и теорије перцепције и мисли); физика (укључујући не само науку, већ и божанску природу универзума); и етика, чији је крајњи циљ био постизање среће кроз исправан начин живота у складу са Природом. Немогуће је описати у потпуности Аристоов филозофски систем јер ниједан од његових списа није сачуван у целини, али из фрагмената које су сачували каснији писци, јасно је да је Аристо био под великим утицајем раније киничке филозофије:
Аристо је сматрао логику неважном. „ Дијалектичка размишљања,“ рекао је, „била су попут паучине, вештачки конструисане, али иначе бескорисне“. Мало је вероватно да је одбацио сву логику.
Аристо је одбацио и физику, рекавши да нам је недостижна. Ово се огледа у његовим ставовима о Богу.
За Аристо је етика била једина права грана филозофије, али је и ову категорију ограничио, уклонивши њену практичну страну. Његов став био је да само мудрац доноси беспрекорне одлуке и не треба му савет, за све остале помућеног ума савет је неефикасан. Сврха живота је била тражење Врховног добра, и око тог питања је Аристо поставио изазов Зенону.

## Наслеђе
Аристо се сматрао маргиналном фигуром у историји стоицизма, али је у своје време био важан филозоф чија су предавања привлачила велике масе. Ератостен, који је као младић живео у Атини, тврдио је да су Аристо и Аркесилај два најважнија филозофа његовог доба. Хризип (челник стоичке школе од око 232. до око 206. п. н. е.) је систематизовао је стоицизам по постулатима које је поставио Зено, и притом је био приморан да више пута напада Аристо.